# ローレンス高校
ローレンス高校（ローレンスこうこう、英語: Lawrence High School、LHS)は、アメリカ合衆国カンザス州ローレンス市にある公立高校である。この高校はローレンス市に存在する2つの公立高校のうちのひとつである。ローレンス高校には2007年から2008年までの間に1,260人の生徒が在籍している。1857年に市民の学力のレベルを上げるためローレンス高校は設立された。1954年にローレンス高校はルイジアナ通りに移動した。

## 著名な卒業生
- エリン・ブロコビッチ - カリフォルニア州の大手企業PG&Eを相手取って訴訟を起こし、3億3300万ドルの和解金を勝ち取った女性。
- Brian McClendon - Google Earthの開発者
- アラン・ムラーリー - フォード・モーター社CEO
- ロビー・スタインハート - カンザスの旧メンバー
- サラ・パレツキー - 作家
- ダニー・マニング - 元バスケットボール選手